# Phyla (gênero)
Phyla (gênero) é um género botânico pertencente à família Verbenaceae...